# 仙台 - 郡山線
仙台 - 郡山線（せんだい - こおりやません）は、宮城県仙台市と福島県郡山市（一部、須賀川市）を結ぶ高速バスである。
共同運行する既存の乗合バス事業者と、道路運送法改正によるバス事業の規制緩和により新規参入してきた元貸切バス事業者が値下げ競争を繰り返し、新規参入事業者が経営破綻から廃業に至るという、いわゆる「ツアーバス問題」の典型的な展開を示した（ただし新規参入事業者の方も自社運行である）。同じ事業者が同時期に参入した仙台 - 福島線、仙台 - 山形線でも同様に激しい競争が繰り広げられた。

## 運行会社
- 宮城交通
  - 仙台南営業所の担当（宮城ナンバー）。 
    - 2021年9月16日から。 以前は名取営業所→仙台北営業所が担当していた。
- 福島交通
  - 郡山発着は郡山支社、須賀川発着は須賀川営業所が担当（須賀川営業所は福島ナンバー、郡山支社は郡山ナンバー）。

### 過去の運行会社
- ジェイアールバス東北
  - 車両は仙台支店（宮城ナンバー、仙台ナンバー）・盛岡支店（岩手ナンバー、アーバン号共通運用）の所属であった。
  - 乗務員は仙台支店、盛岡支店、福島支店、秋田支店が担当していた。

## 運行経路
宮城球場（福島交通便のみ）←仙台駅前（宮交仙台高速バスセンター） - 広瀬通一番町 - （仙台西道路） - （仙台宮城IC） - （東北自動車道） - 二本松バスストップ - （郡山IC） - （国道49号） - コパル前 - 第六中学校 - 桑野三丁目 - 郡山女子大学 - （福島県道142号河内郡山線） - 郡山市役所 - 虎丸 - 郡山駅前 - （国道4号） -  安積二丁目 - 須賀川営業所
※福島県内および宮城県内のみの利用はできない。
※途中、国見SAで5分間休憩する。
※福島交通便（仙台行）は全便宮城球場まで延長運転する。なお、JRバス東北の運行当時は、JRバス便の一部が延長されていた。

## 運行回数
- 平日1日8往復、土休日1日11往復（うち須賀川発着3往復）。
  - 福交平日6往復・土休日9往復、宮交2往復（須賀川発着便は全便福交担当）。

※かつては富士交通（のちの帝産富士交通。現在廃業）と桜交通が参入しており、激しい競争が繰り広げられた。その時期には対抗のため大増便され、一時は最大1日28往復運行していた（後述）。

## 運賃
2024年10月1日改定。
- 仙台 - 二本松間：大人片道2,200円（回数券の設定なし）。
- 仙台 - 郡山間：大人片道2,500円、回数券（2枚綴り）4,500円。
- 仙台 - 須賀川間：大人片道2,700円、回数券（2枚綴り）4,800円。

※回数券は、券面記載の有効期限まで有効。

## 歴史
- 2000年（平成12年）

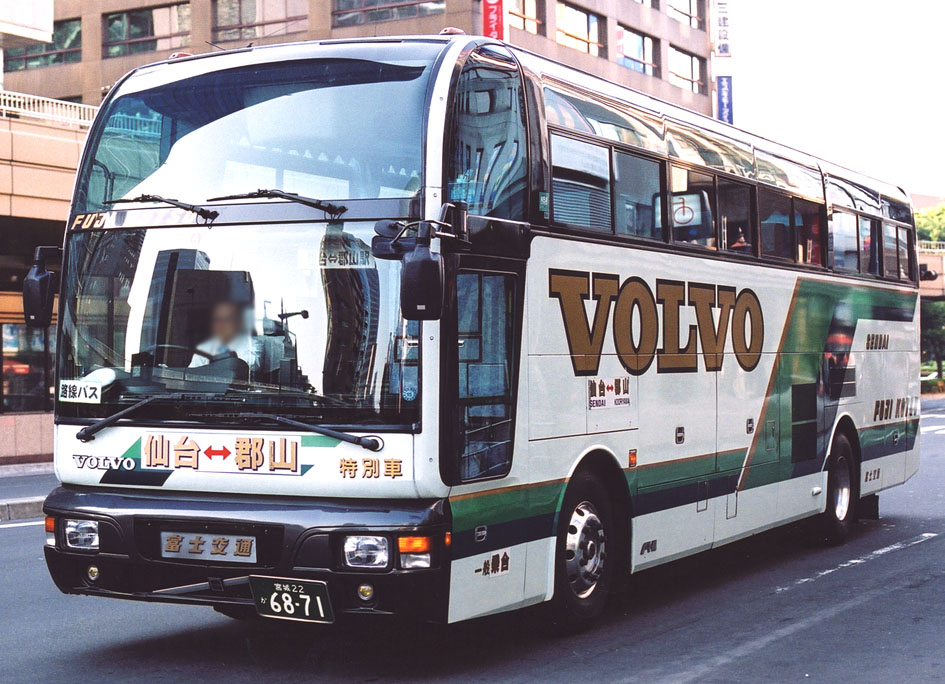
かつて運行していた富士交通高速バス

  - 3月15日 - 運行開始[1][2]。1日6往復[2]。当時の運賃は、大人片道2,000円、回数券（1,000円5枚綴り）5,000円。
- 200x年 - 1日12往復に増便。
- 2002年（平成14年）
  - 4月 - 富士交通が同区間に参入を表明。
  - 同年 - 富士交通に対抗するため運賃を大人片道1,800円に値下げ（期間限定）。専用回数券（1,800円3枚綴り）を4,500円とする。
  - 10月 - 富士交通が仙台 - 郡山駅前・日大工学部前間に参入。1日4往復（のち5.5往復に増便）。大人片道1,800円（日大工学部2,000円）、往復3,400円（日大工学部3,800円）。
  - 12月1日 - 富士交通が往復運賃を3,000円（日大工学部3,400円）に値下げ。
- 2003年（平成15年）
  - 5月20日 - 富士交通が仙台 - 郡山駅前間を1日8往復に増便（日大工学部行は2往復に減便）、往復運賃を2,600円（日大工学部3,000円）に値下げ。
  - 7月7日 - 1日18往復に増便。
  - 11月1日 - 富士交通が仙台 - 郡山駅前間を1日10往復に増便（日大工学部行は3往復）。
  - 12月1日 - 専用回数券を2枚綴りとし、2,600円とする。
  - 12月 - 富士交通が桜交通と共同運行を開始し、16往復（うち桜交通6往復）に増便（日大工学部行は5往復、うち桜交通2往復）。
- 2004年（平成16年）
  - 1月10日 - 富士交通・桜交通が時刻改正。日大工学部行を3往復（うち桜交通2往復）に減便。往復券を専用回数券（2枚）とし、2,400円（日大工学部2,800円）に（期間限定）。
  - 2月20日 - 専用回数券を2,400円に値下げ（期間限定）。
  - 4月17日 - 1日24往復に増便。
  - 5月29日 - 富士交通が減便、桜交通と合わせ1日14往復に。あわせて運賃を改定、専用回数券（2枚）を2,300円（日大工学部2,600円）に値下げし、仙台 - 郡山駅前間セット回数券（6枚）6,300円を新たに設定。また、仙台－森永工場間の運賃を設定（片道1,900円、回数券2枚2,400円）。
  - 6月19日 - 郡山市内に停留所を追加（虎丸・第六中学校）。専用回数券（2枚綴り）を2,300円に値下げ、6枚綴り（6,300円）を新設。
  - 8月1日 - 富士交通・桜交通が仙台駅東口に乗り入れ。桜交通が2往復（日大工学部行）増便し、計8往復に（富士交通と合わせ1日16往復、うち日大工学部行5往復に）。
  - 10月1日 - 一部時刻改正（本数は変更なし）。同日富士交通・桜交通も時刻改正。富士交通6往復、桜交通10往復（うち1往復快速便）となる。日大工学部行はすべて桜交通となり、4往復に。
  - 11月15日 - 桜交通が減便、平日6往復、土日祝8往復（富士交通と合わせ平日12往復、土日祝14往復）となる。快速便廃止、日大工学部行は3往復に。
- 2005年（平成17年）
  - 4月1日 - 仙台行JRバス担当便の一部を野球開催時に限りフルキャストスタジアム宮城（当時）まで延長開始。同日より富士交通も同球場への乗り入れを開始（ただし、富士交通便の場合、球場まで乗車すると100円の加算運賃が課せられる）。
  - 8月3日 - 桜交通が減便、4往復（日大工学部行2往復、桜交通前行2往復。富士交通と合わせ10往復）となる。
  - 10月12日 - 富士交通が撤退、桜交通も運行休止。
- 2006年（平成18年）
  - 3月1日 - 1日28往復に増便、うち6往復を須賀川まで延長（片道2,100円、回数券2枚綴り3,000円、6枚綴り8,400円）。同日郡山までの運賃も改定、片道1,900円、回数券2枚綴り2,600円、6枚綴り7,200円に値上げ。
  - 7月1日 - 時刻改正。所要時間を10分延長。
- 2007年（平成19年）5月10日 - 回数券を値上げ。郡山まで2枚綴り2,800円、6枚綴り7,800円に、須賀川まで2枚綴り3,200円、6枚綴り9,000円となる。
- 2008年（平成20年）5月24日 - 運賃改定。
- 2011年（平成23年）
  - 3月23日 - 同年3月11日に発生した東北地方太平洋沖地震の影響により運休していたが、この日の出発便より臨時ダイヤ（1日8往復、以降順次増便）での運行を開始。客扱い箇所は仙台駅前と郡山駅前のみ[3]。
  - 4月1日 - この日より二本松バスストップへの停車を開始。
  - 4月14日 - この日より仙台 - 郡山・須賀川間全停留所での客扱いを再開。1日26往復[4]。
  - 6月1日 - この日より通常運行に戻る[5]。
  - 10月1日 - JRバス東北担当便が2往復減便（うち1往復は須賀川発着）、1日26往復となる。
- 2012年（平成24年）
  - 2月1日 - 宮城交通担当便が1往復減便、1日25往復となる。
  - 4月1日 - 福島交通担当便が2往復減便、1日23往復となる。
  - 12月1日 - 宮城交通担当便が1往復減便（須賀川発着便）、1日22往復となる。
- 2013年（平成25年）
  - 4月1日 - JRバス東北が撤退、平日1日17往復、土休日1日18往復に減便[6]。
  - 6月22日 - プロ野球公式戦開催日に限り、福島交通便の一部を宮城球場前（クリネックススタジアム宮城）まで延長運行開始（復活）[7]。
  - 日付不明 - 回数券に有効期限を設定。
- 2014年（平成26年）
  - 4月1日 - 運賃改定。
  - 9月15日 - 宮城交通担当便が2往復減便、1日平日15往復、土休日16往復となる[8]。
- 2018年（平成30年）4月1日 - 「郡山女子大学」に新たに停車開始[9]。
- 2019年（平成31年）4月1日 - 運賃改定[10][11]。
- 2020年（令和2年）
  - 4月25日 - 新型コロナウイルスの影響により、この日より当面の間、一部便（福島交通担当便：平日6往復、土休日7往復、宮城交通担当便1往復）を運休[12]。
  - 7月11日 - 福島交通担当便の3往復（須賀川営業所発着便）が土日祝日のみ運行を再開[13]。
- 2021年（令和3年）4月1日 - 運賃改定、6枚回数券を廃止[14]。あわせてダイヤ改正を行い、1日平日8往復・土日祝日11往復に減便[15][16]。
- 2022年（令和4年）
  - 6月6日 - 宮城交通担当便の1往復がこの日より当面の間運休[17]。
  - 7月1日 - 福島交通担当便が1往復増便となる（仙台行は宮城交通担当からの変更、郡山行は増便）[18]。
- 2024年（令和6年）
  - 4月1日 - 福島交通担当便（仙台行）が全便（毎日）宮城球場までの運行となる[19]。
  - 10月1日 - 運賃改定[20]。

## 車両
各社トイレなしの車両が使用される。ただし福島交通担当便は車両整備等の都合で、あぶくま号・あだたら号・郡山 - 新潟線用のトイレ付き車両が充当される場合がある（原則としてトイレは閉鎖扱いとなり利用できない）。
公衆無線LANサービスに対応しており、福島交通では2017年6月上旬より順次「MICHINORI Free Wi-Fi」が、宮城交通では2018年5月より順次「MIYAKOH Free Wi-Fi」が それぞれ導入されている（それ以前は宮城交通がソフトバンクWi-Fiスポット、福島交通がdocomo Wi-Fiならびにau Wi-Fi SPOTのみの対応であった）。

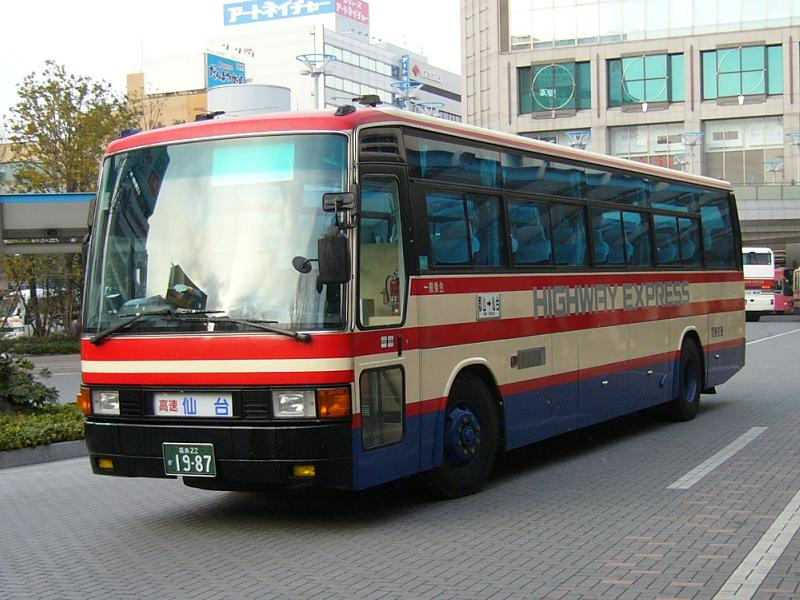
仙台 - 郡山線（福島交通）
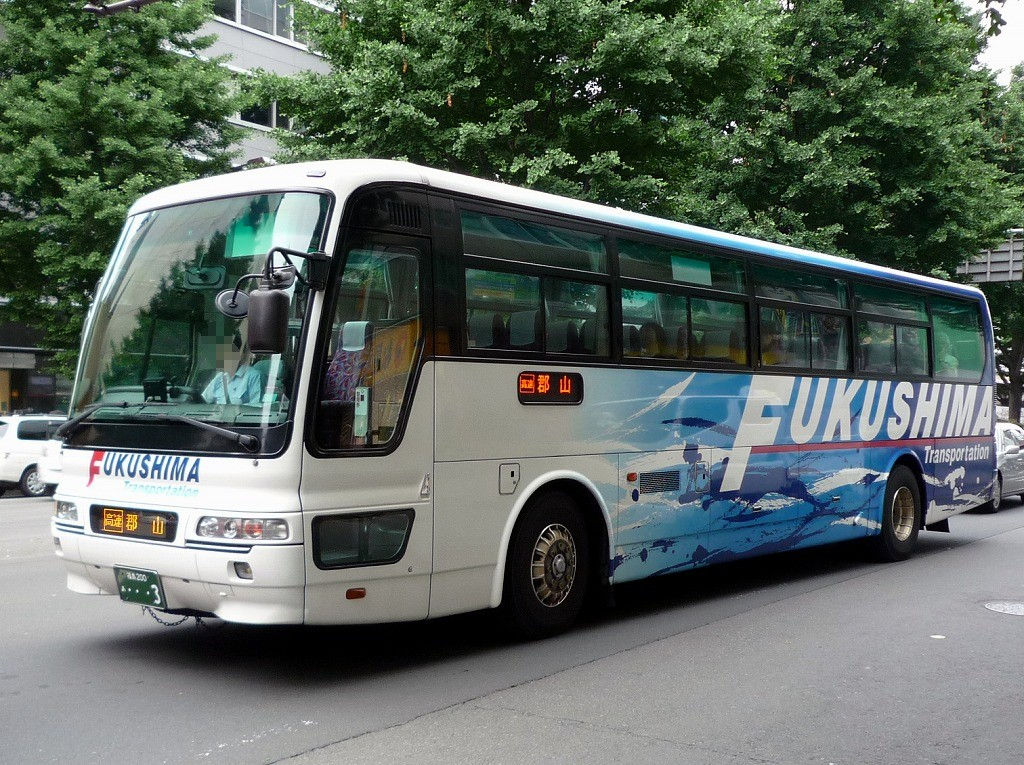
仙台 - 郡山線（福島交通）
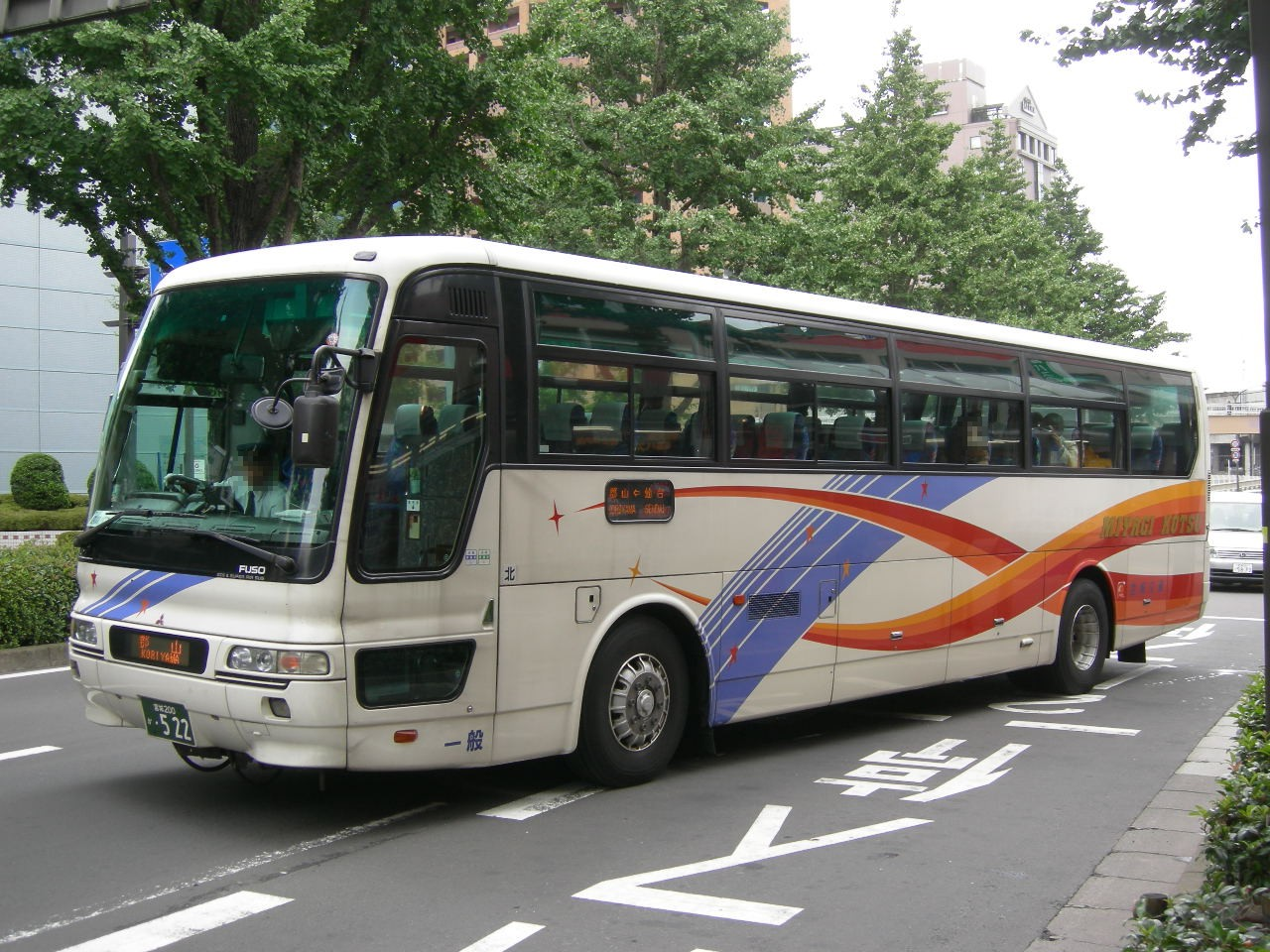
仙台 - 郡山線（宮城交通）
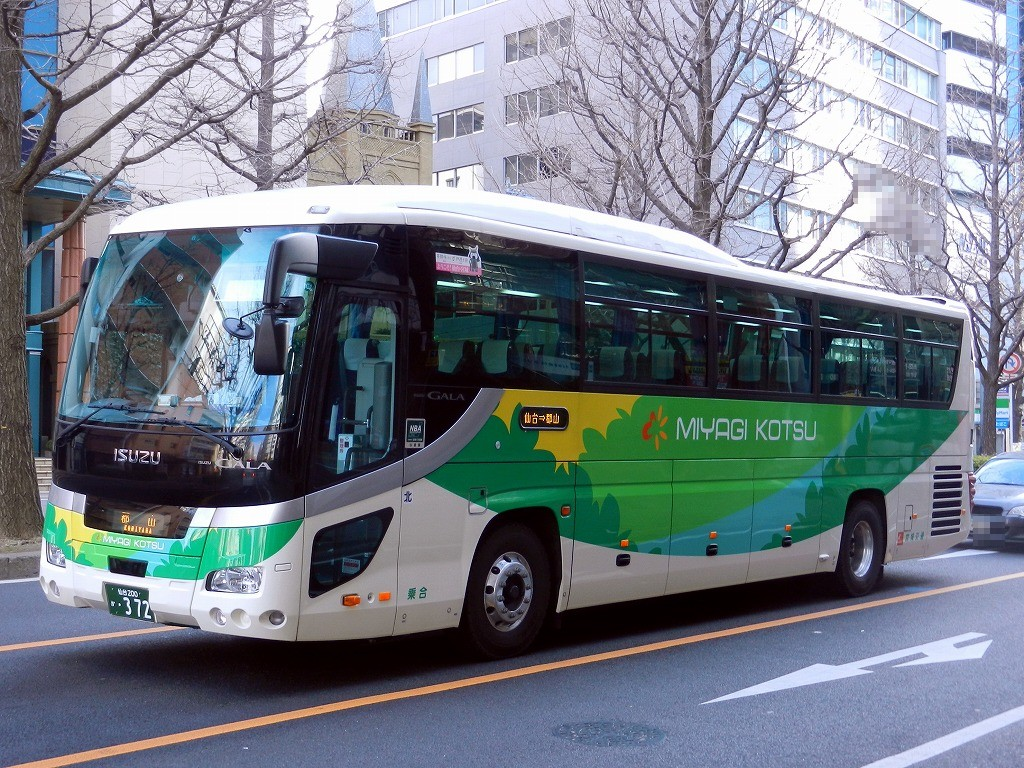
仙台 - 郡山線（宮城交通）
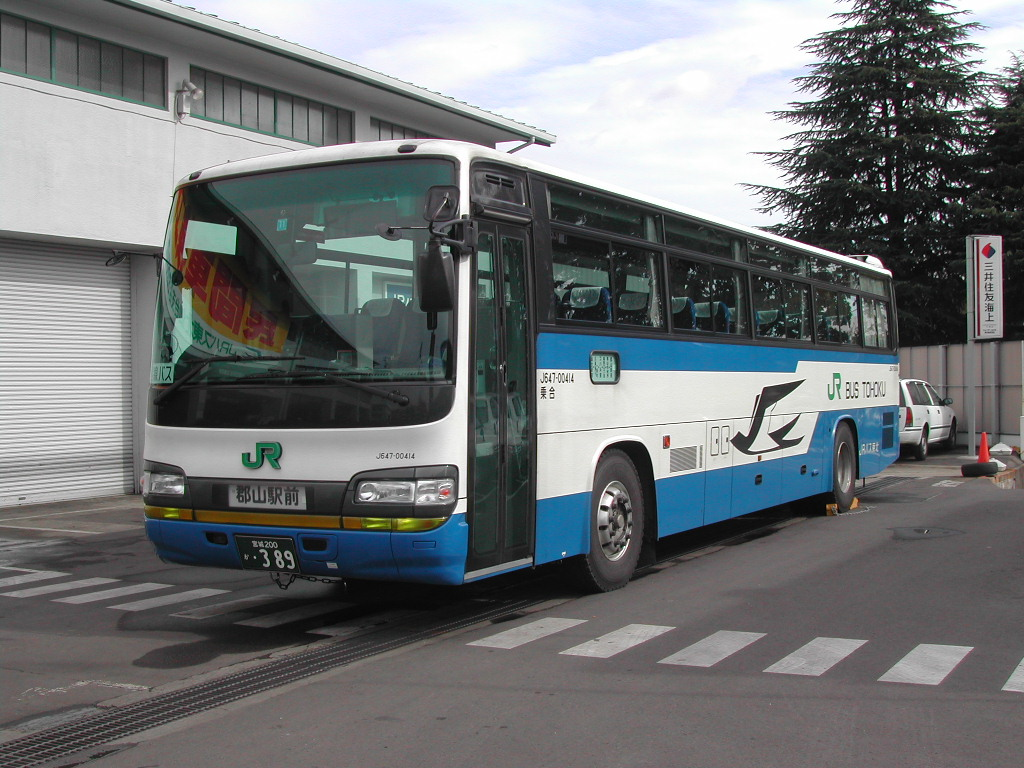
仙台 - 郡山線（JRバス東北）